# Polskie Lasy Państwowe
Polskie Lasy Państwowe – przedsiębiorstwo państwowe podległe Ministrowi Rolnictwa i Dóbr Państwowych, powołane w 1924 r. w celu prowadzenia gospodarki w lasach państwowych. Zastąpiło funkcjonujące od 1920 r. okręgowe zarządy lasów państwowych.

## Wyłanianie przedsiębiorstwa
Na mocy ustawy z 1924 r. o naprawie Skarbu Państwa i reformie walutowej upoważniono Ministra Rolnictwa i Dóbr Państwowych do przeprowadzenia reorganizacji zarządu lasów państwowych na zasadach ustalonych w  statucie.

### Tryb powołania przedsiębiorstwa
Tryb powołania przedsiębiorstwa określił Minister Rolnictwa i Dóbr Państwowych, który:
- przejął administrację wszystkich lasów państwowych na całym obszarze kraju wraz z wszelkimi przynależnościami, zakładami przemysłowymi, urządzeniami transportowymi, z wyłączeniem lasów, które posiadały specjalne przeznaczenie;
- przejął wykonanie wszelkich praw i zobowiązań, wynikających z państwowej gospodarki leśnej lub dotyczących tej gospodarki, nie wyłączając zamówień innych władz i urzędów państwowych, przyjętych przez zarząd lasów państwowych;
- przejął na zlecenie Ministra Rolnictwa i Dóbr Państwowych administracją lasów prywatnych, wziętych pod zarząd państwowy.

### Nadzór nad przedsiębiorstwem
Nadzór nad przedsiębiorstwem sprawował Minister Rolnictwa i Dóbr Państwowych poprzez zatwierdzanie:
- planów urządzenia gospodarstwa leśnego;
- zezwalanie na wyrąb, przekraczających normę ustaloną w planie gospodarstwa leśnego;
- zezwalanie na wyłączenie gruntu leśnego spod kultury leśnej;
- zatwierdzanie planu finansowo-gospodarczego oraz budżetu przedsiębiorstwa;
- -szczegółowe ustalenie, zakresu działania Generalnej Dyrekcji i podległych jej organów.

### Organy przedsiębiorstwa
Organami przedsiębiorstwa były:
- Dyrekcja Generalna Lasów Państwowych;
- dyrekcje okręgowe lasów państwowych;
- nadleśnictwa.

Na wniosek Dyrektora Generalnego Minister Rolnictwa i Dóbr Państwowych mógł ustanowić inne jeszcze organa przedsiębiorstwa i określić ich kompetencje.

### Zakres działania Dyrekcji
Do zakresu działania Dyrekcji Generalnej należało:
- ogólne kierownictwo przedsiębiorstwem;
- nadzór nad organami przedsiębiorstwa;
- przedstawianie Ministrowi Rolnictwa i Dóbr Państwowych wniosków w sprawach przedsiębiorstwa;
- zawierania umów i zaciąganie zobowiązań oraz załatwianie innych spraw przedsiębiorstwa stosownie do zarządzeń Ministra Rolnictwa i Dóbr Państwowych.

### Dyrektor Generalny
Na czele Dyrekcji Generalnej stał Dyrektor Generalny, powoływany przez Ministra Rolnictwa i Dóbr Państwowych.
Dyrektor Generalny kierował działalnością Dyrekcji Generalnej i wszystkim innymi organami przedsiębiorstwa i był za swoją działalność odpowiedzialny przed Ministrem Rolnictwa i Dóbr Państwowych.
Dyrektora Generalnego zastępował we wszystkich czynnościach zastępca, powołany przez Ministra Rolnictwa i Dóbr Państwowych na wniosek Dyrektora Generalnego.

### Dyrekcje okręgowe
Do zakresu działania dyrekcji okręgowych lasów państwowych należało:
- kierownictwo administracją lasów państwowych w obrębie dyrekcji;
- zawieranie umów i zaciąganie zobowiązań w granicach, zakreślonych przez Ministra Rolnictwa i Dóbr Państwowych;
- sporządzanie planów gospodarstwa leśnego i przedstawianie ich Dyrekcji Generalnej;
- nadzór nad podległymi organami przedsiębiorstwa.

Na czele dyrekcji okręgowej stał dyrektor okręgowy, który kierował czynnościami dyrekcji i był za jej działalność odpowiedzialny wobec Dyrektora Generalnego. Dyrektora okręgowego zastępował zastępca powołany przez Dyrektora Generalnego na wniosek dyrektora okręgowego.

### Nadleśnictwa
Do zakresu działania nadleśnictwa należało:
- prowadzenie gospodarstwa leśnego na obszarze nadleśnictwa;
- zawieranie umów i zaciąganie zobowiązań w granicach, określonych przez Ministra Rolnictwa i Dóbr Państwowych;
- nadzór nad personelem nadleśnictwa.

Na czele nadleśnictwa stał nadleśniczy, którego powoływał Dyrektor Generalny na wniosek Dyrektora okręgowego. Nadleśniczy był odpowiedzialny za swoją działalność i za działalność podległego mu personelu wobec właściwego dyrektora okręgowego.

### Zasady gospodarki finansowej przedsiębiorstwa
Plan finansowo-gospodarczy i preliminarz budżetowy zatwierdzał Minister Rolnictwa i Dóbr Państwowych w porozumieniu z Ministrem Skarbu.
Przedsiębiorstwo posiadało fundusz:
- obrotowy,
- renowacyjny,
- inwestycyjny.

## Powołanie administracji lasów państwowych z 1924 r.
Na podstawie rozporządzenia Prezydenta RP z 1924 r. ustanowiono administrację lasów państwowych w miejsce zniesionych Polskich Lasów Państwowych. Sprawy gospodarki w lasach państwowych pozostały pod zarządem Ministra Rolnictwa i Dóbr Państwowych, które wydzielono w odrębną gałąź administracji państwowej.

### Organy administracyjne
Organami przez które Minister Rolnictwa i Dóbr Państwowych sprawował administrację lasów państwowych, były:
- dyrekcje lasów państwowych,
- nadleśnictwa,

### Zadania Ministra Rolnictwa i Dóbr Państwowych
Do zadań Minister Rolnictwa i Dóbr Państwowych należało:
- naczelne kierownictwo nad sprawami gospodarki w lasach państwowych;
- nadzór nad działalnością wszystkich organów administracji lasów państwowych oraz kontrola tej działalności;
- ustalanie zasad gospodarki w lasach państwowych oraz wydawanie instrukcji i zarządzeń normujących czynności związane z administracją lasów państwowych;
- wykonywanie wszelkich czynności w zakresie gospodarki w lasach państwowych, nieprzekazanych innym organom lub przekraczających kompetencje tych organów.

### Zakres działania dyrekcji lasów państwowych
Do zakresu działania dyrekcji lasów państwowych należało:
- administrowanie za pośrednictwem nadleśnictw lasami państwowymi wraz z wszelkimi przynależnościami, zakładami przemysłowymi, urządzeniami transportowymi, nieruchomościami, przekazanych administracji lasów państwowych;
- zawieranie umów o sprzedaży drewna i materiałów tartych oraz innych materiałów kopalnych;
- zawieranie innych umów dotyczących gospodarki leśnej,
- przeprowadzaniu na miejscu czynności związanych z likwidacją serwitutów, komasacji i zamiany gruntów;
- stawianie wniosków i wydawanie opinii we wszystkich sprawach administracji lasów państwowych.

## Zagospodarowanie lasów państwowych z 1928 r.
Na podstawie rozporządzenie Prezydenta RP z 1928 r. o zagospodarowaniu lasów państwowych przyjęto, że wszystkie grunty leśne muszą być utrzymane pod uprawą leśną.
Minister Rolnictwa zarządzał zmianę uprawy leśnej na inny rodzaj użytkowania w lasach nieuznanych za ochronne jedynie w następujących wypadkach:
- jeżeli dokonanie takiej zmiany leżało w interesie należytego zagospodarowania lasów lub też wynikało z potrzeb administrowania lasami;
- przy regulowaniu ustroju rolnego, a w szczególności przy scalaniu gruntów, znoszeniu służebności oraz dokonywaniu zamiany gruntów;
- w wypadkach przekazywania na cele reformy rolnej drobnych odosobnionych obszarów leśnych, których utrzymanie pod uprawą leśną było z punktu widzenia prawidłowej organizacji i zarządu gospodarstwa leśnego niepożądane;
- jeżeli dokonanie takiej zmiany leżało w interesie publicznym, w szczególności zaś w interesie obrony Państwa.

Za lasy podlegające ochronie uważano lasy, które:
- zabezpieczały glebę przed zmywaniem i wyjałowieniem, powstrzymywały usuwanie się ziemi lub kamieni, przeszkadzały tworzeniu się dzikich potoków, obrywaniu się skał i spadkowi lawin,
- chroniły brzegi wód przed obrywaniem się, a źródła przed zasypywaniem,
- przeszkadzały powstawaniu albo rozszerzaniu się piasków lotnych lub parowów,
- miały specjalne znaczenie dla obrony Państwa,
- miały znaczenie przyrodniczo-naukowe,
- leżały w granicach okręgu ochrony sanitarnej uzdrowisk, posiadających charakter użyteczności publicznej.

## Powołanie Dyrekcji Naczelnej Lasów Państwowych z 1930 r.
Na podstawie rozporządzenie Prezydenta RP z 1930 r. o zmianie rozporządzenia Prezydenta RP z 1924 r. o organizacji administracji lasów państwowych ustanowiono Dyrekcję Naczelną Lasów Państwowych.
Dyrekcja Naczelna Lasów Państwowych służyła Ministrowi Rolnictwa do wykonywania w centralnym zarządzie Ministerstwa zwierzchniego kierownictwa nad całą administracją lasów państwowych. Na czele Dyrekcji Naczelnej stał Dyrektor Naczelny Lasów Państwowych, mianowany przez Prezydenta RP na wniosek Rady Ministrów, przedstawiony jej przez Ministra Rolnictwa.
Zakres uprawnień Dyrektora Naczelnego do samodzielnego rozstrzygania spraw, załatwianych w Dyrekcji Naczelnej Lasów Państwowych, określał Minister Rolnictwa, przed którym był odpowiedzialny Dyrektor Naczelny.

## Powołanie państwowego gospodarstwa leśnego z 1936 r.
Na podstawie dekretu Prezydenta RP z 1936 r. o państwowym gospodarstwie leśnym ustanowiono państwowe gospodarstwo leśne pod nazwą Lasy Państwowe. Dekret Prezydenta RP z 1936 r. ustanowiono w miejsce zniesionego rozporządzenia Prezydenta RP z 1930 r.
Lasy Państwowe obejmowały wszystkie państwowe lasy i grunty leśne wraz ze związanymi gospodarczo gruntami nieleśnymi. W skład państwowego gospodarstwa leśnego wchodziły również państwowe grunty rolne oraz inne nieruchomości związane administracyjnie z państwowymi lasami i gruntami leśnymi.
W dekrecie przyjęto, że ogólna powierzchnia lasów i gruntów leśnych nie może ulec zmniejszeniu. W tym celu Lasy Państwowe nabywały prywatne lasy i grunty leśne, a także grunty nieleśne. Wszystkie grunty leśne były trwale utrzymane pod uprawy leśne.